# Bombardier Challenger 850

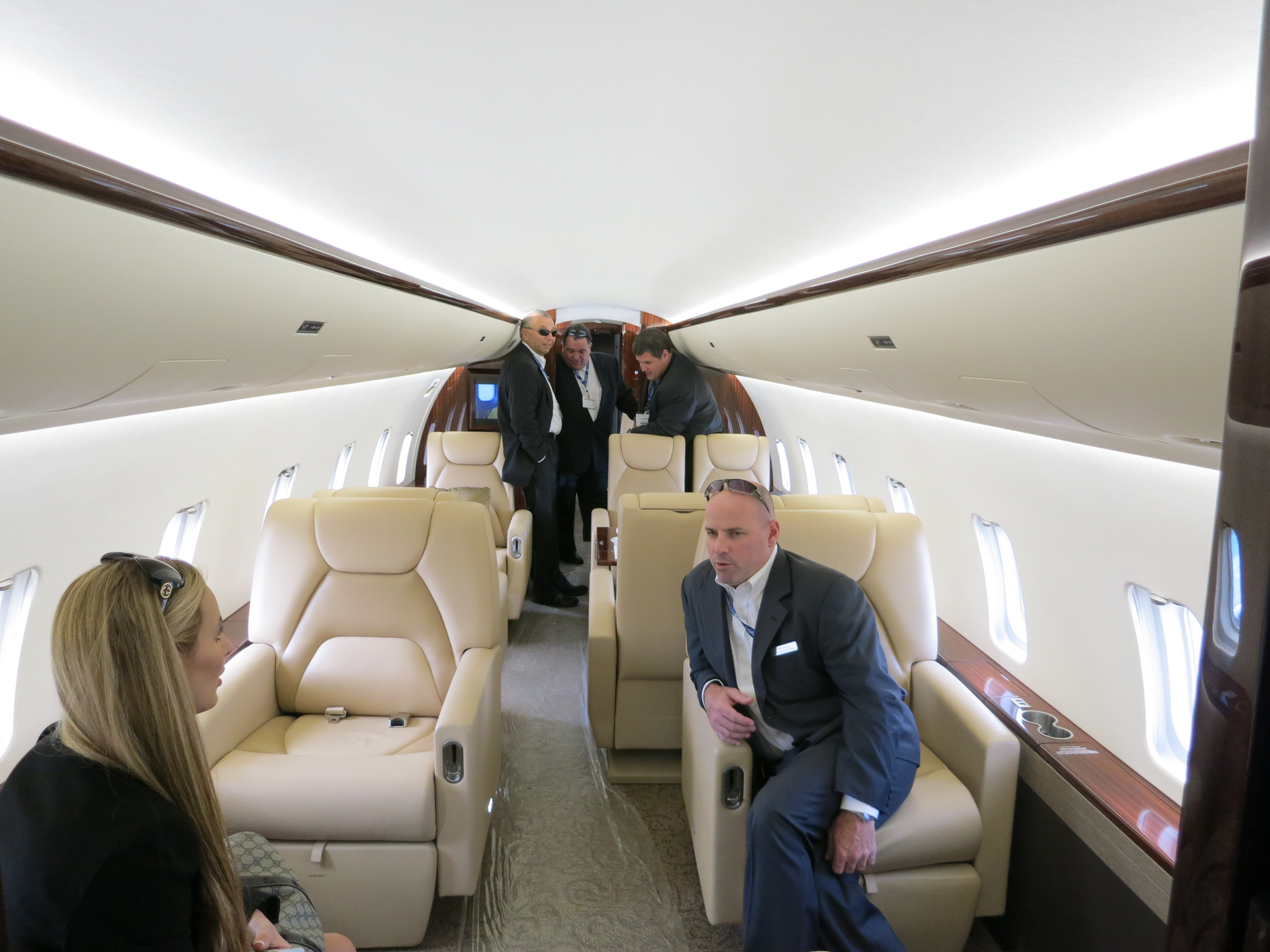
Innenraum einer Challenger 850

Die Bombardier Challenger 850 ist ein Geschäftsreiseflugzeug der Challenger-Reihe des kanadischen Herstellers Bombardier Aerospace. Die ursprüngliche Version des Flugzeugs trug den Namen Bombardier Challenger 800.

## Entwicklung
Die Challenger 850 ist eine modifizierte Version der Bombardier CRJ200. In der Kabine der Challenger 850 ist Platz für 14–15 komfortable Passagiersitze, während es in einem CRJ-200 50 Sitze gibt. Die Kabinenhöhe beträgt 1,85 m. Mit diesen Maßen zählt die Challenger 850 zu den großen Geschäftsflugzeugen.
Der Erstflug der Challenger 850 fand im August 2006 bei Lufthansa Technik statt, die weiteren Abnahmeflüge fanden während der anschließenden sechs Monate statt. Der Termin für die erste Auslieferung an einen Kunden war für den Dezember 2006 geplant.
Zur Challenger 850 Familie gehört außerdem auch eine corporate shuttle genannte Version, also eine Ausstattungsvariante für den Unternehmens- bzw. Gesellschaftsverkehr. Diese Variante, die von Bombardier selbst ausgestattet wird, wurde ebenfalls 2006 erstmals ausgeliefert.

## Technische Daten
| Kenngröße            | Daten                                                       |
| -------------------- | ----------------------------------------------------------- |
| Hersteller           | Bombardier Aerospace                                        |
| Spannweite           | 21,21 m                                                     |
| Länge                | 26,77 m                                                     |
| Höhe                 | 6,22 m                                                      |
| Flügelfläche         | 48,35 m²                                                    |
| Leermasse            | 19.958 kg (Trockengewicht)                                  |
| Max. Startmasse      | 24.040 kg                                                   |
| Passagiere           | 15                                                          |
| Besatzung            | 2 Piloten / 1 Reisebegleiter                                |
| Max. Geschwindigkeit | 950 km/h                                                    |
| Reichweite           | 5.129 km                                                    |
| Max. Reichweite      | 5.206 km (bei 0,74 Mach)                                    |
| Triebwerke           | 2 × General Electric CF34-3B1 38,84 kN max. Startschubkraft |
| Landestrecke         | 887 m                                                       |
| Max. Flughöhe        | 12.497 m                                                    |